# Violante Bentivoglio, Signora di Rimini
Violante Bentivoglio (Bologna, novembre 1475 – circa 1528) fu una nobile bolognese.

## Biografia
Fu battezzata il 30 novembre 1475, figlia di Giovanni II Bentivoglio, signore di Bologna, e di Ginevra Sforza.
Sposò a Rimini il 5 febbraio 1485 (la sposa raggiunse però il marito solo nel 1489) Pandolfo IV Malatesta (luglio 1475 – giugno 1534), detto Pandolfaccio, Signore di Rimini, cacciato quattro volte dalla città e definitivamente allontanato nel 1528 da papa Clemente VII. Violante fu quindi l'ultima signora di Rimini.
I Malatesta trovarono rifugio a Ferrara dove vissero in povertà chiedendo aiuti finanziari al duca Alfonso I d'Este.
Violante morì probabilmente poco dopo, data l'assenza di notizie sul suo conto dopo la cacciata; Pandolfo si risposò con Ippolita Tebaldi.
Violante è raffigurata con la famiglia nella tela del 1488 di Lorenzo Costa, esposta nella chiesa di San Giacomo Maggiore a Bologna. Nella pala del 1494 di Domenico Ghirlandaio si trova invece con la famiglia del marito.

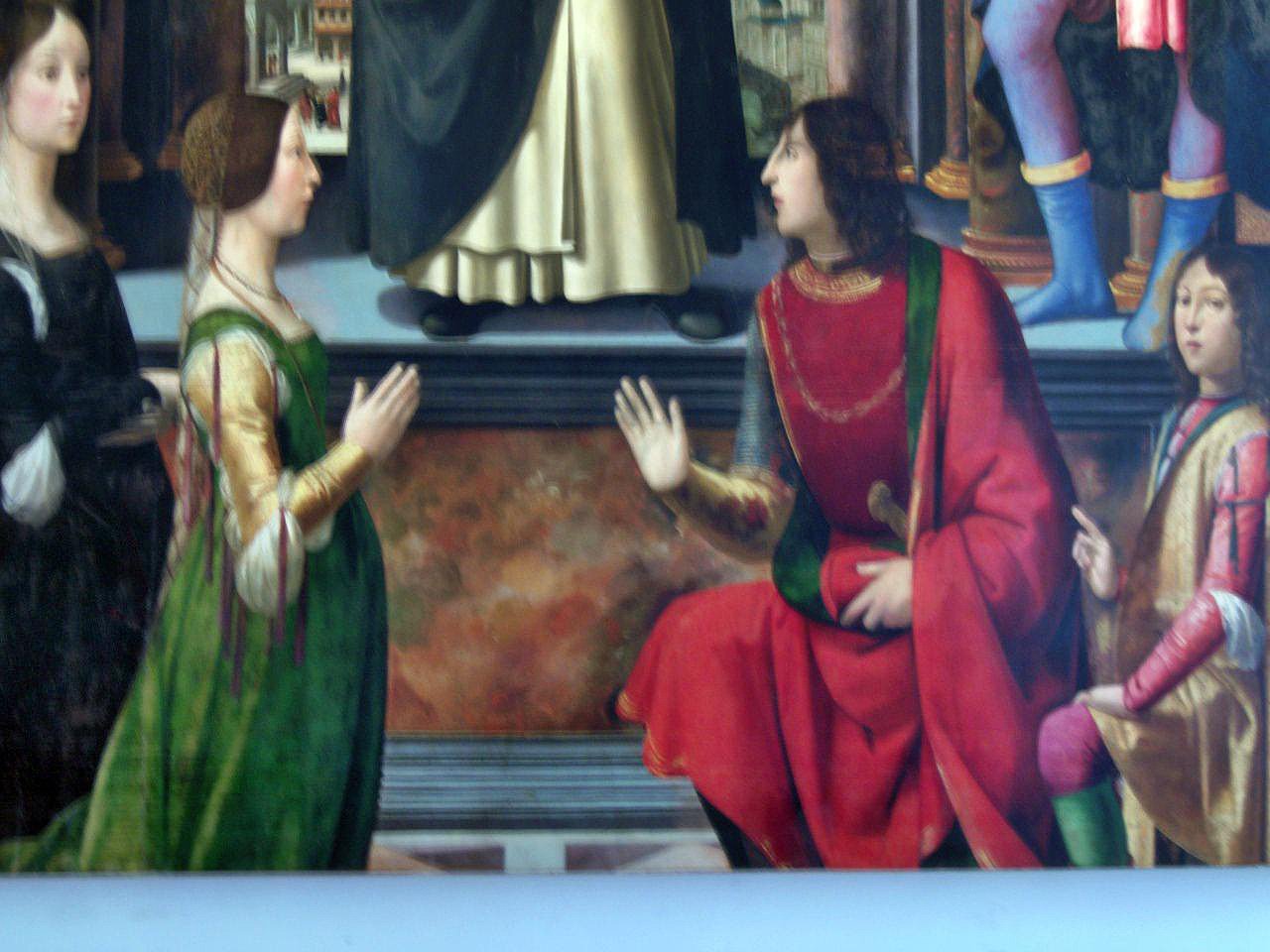
Violante e il marito Pandolfo IV Malatesta nella Pala di San Vincenzo Ferrer del Ghirlandaio (c. 1493-96)

## Discendenza
Violante e Pandolfo ebbero sette figli:
- Sigismondo (1498-1543), condottiero;
- Roberto (?-linciato durante una rivolta a Pitigliano 1546);
- Isabella;
- Annibale, morto in giovane età;
- Ginevra (?-dopo il 1567), sposò nel 1533 Lodovico degli Obizzi (?-1537/1540); l'Ariosto e Tasso le dedicarono versi[6][7];
- Malatesta (?-dopo il 23 maggio 1549), condottiero al servizio della Serenissima; governatore di Peschiera e di Treviso;
- Galeotto (?-assassinato 1543), condottiero al servizio della Serenissima.

## Ascendenza
|                         |                        |                                 | Genitori            |  |  | Nonni |  |  | Bisnonni                   |  |  | Trisnonni              |  |
|                         |                        |                                 |                     |  |  |       |  |  | Anton Galeazzo Bentivoglio |  |  | Giovanni I Bentivoglio |  |
|                         |                        |                                 |                     |  |  |       |  |  | Anton Galeazzo Bentivoglio |  |  | Giovanni I Bentivoglio |  |
|                         |                        | Elisabetta da Castel San Pietro |                     |  |  |       |  |  | Anton Galeazzo Bentivoglio |  |  |                        |  |
| Annibale I Bentivoglio  |                        |                                 |                     |  |  |       |  |  | Anton Galeazzo Bentivoglio |  |  |                        |  |
|                         |                        | Francesca Gozzadini             | Gozzadino Gozzadini |  |  |       |  |  |                            |  |  |                        |  |
|                         |                        | Francesca Gozzadini             | Gozzadino Gozzadini |  |  |       |  |  |                            |  |  |                        |  |
|                         |                        | Francesca Gozzadini             | Costanza Scappi     |  |  |       |  |  |                            |  |  |                        |  |
| Giovanni II Bentivoglio |                        | Francesca Gozzadini             |                     |  |  |       |  |  |                            |  |  |                        |  |
|                         |                        | Lancillotto Visconti            | Bernabò Visconti    |  |  |       |  |  |                            |  |  |                        |  |
|                         |                        | Lancillotto Visconti            | Bernabò Visconti    |  |  |       |  |  |                            |  |  |                        |  |
|                         |                        | Lancillotto Visconti            | Donnina Porro       |  |  |       |  |  |                            |  |  |                        |  |
| Donnina Visconti        |                        | Lancillotto Visconti            |                     |  |  |       |  |  |                            |  |  |                        |  |
|                         |                        | …                               | …                   |  |  |       |  |  |                            |  |  |                        |  |
|                         |                        | …                               | …                   |  |  |       |  |  |                            |  |  |                        |  |
|                         |                        | …                               | …                   |  |  |       |  |  |                            |  |  |                        |  |
| Violante Bentivoglio    |                        | …                               |                     |  |  |       |  |  |                            |  |  |                        |  |
|                         | Muzio Attendolo Sforza | Giovanni Attendolo              |                     |  |  |       |  |  |                            |  |  |                        |  |
|                         | Muzio Attendolo Sforza | Giovanni Attendolo              |                     |  |  |       |  |  |                            |  |  |                        |  |
|                         | Muzio Attendolo Sforza | Elisa Petraccini                |                     |  |  |       |  |  |                            |  |  |                        |  |
| Alessandro Sforza       | Muzio Attendolo Sforza |                                 |                     |  |  |       |  |  |                            |  |  |                        |  |
|                         |                        | Lucia Terzani                   | …                   |  |  |       |  |  |                            |  |  |                        |  |
|                         |                        | Lucia Terzani                   | …                   |  |  |       |  |  |                            |  |  |                        |  |
|                         |                        | Lucia Terzani                   | …                   |  |  |       |  |  |                            |  |  |                        |  |
| Ginevra Sforza          |                        | Lucia Terzani                   |                     |  |  |       |  |  |                            |  |  |                        |  |
|                         |                        | …                               | …                   |  |  |       |  |  |                            |  |  |                        |  |
|                         |                        | …                               | …                   |  |  |       |  |  |                            |  |  |                        |  |
|                         |                        | …                               | …                   |  |  |       |  |  |                            |  |  |                        |  |
| …                       |                        | …                               |                     |  |  |       |  |  |                            |  |  |                        |  |
|                         |                        | …                               | …                   |  |  |       |  |  |                            |  |  |                        |  |
|                         |                        | …                               | …                   |  |  |       |  |  |                            |  |  |                        |  |
|                         |                        | …                               | …                   |  |  |       |  |  |                            |  |  |                        |  |
|                         |                        | …                               |                     |  |  |       |  |  |                            |  |  |                        |  |

## Galleria d'immagini

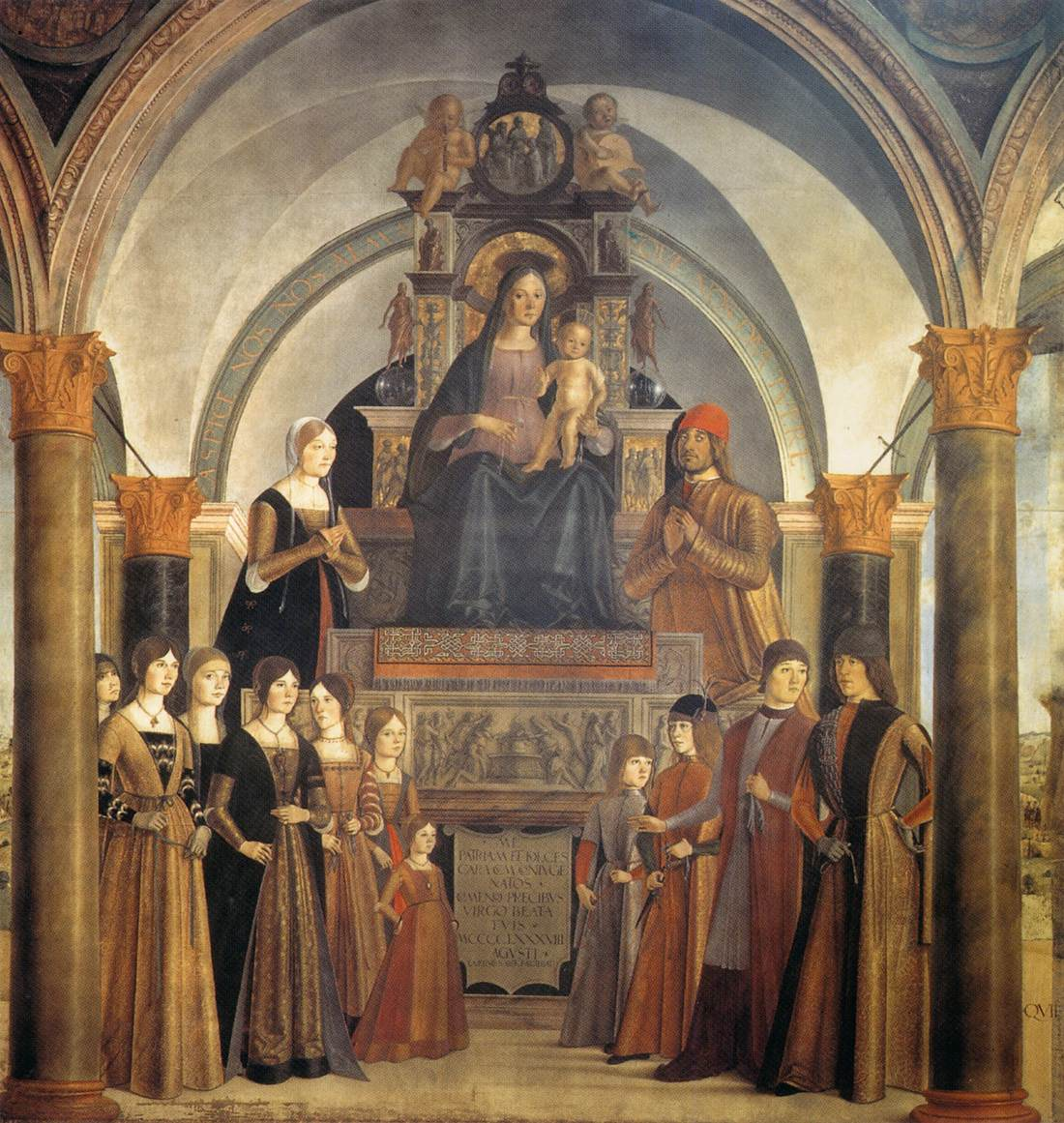
Famiglia Bentivoglio, di Lorenzo Costa
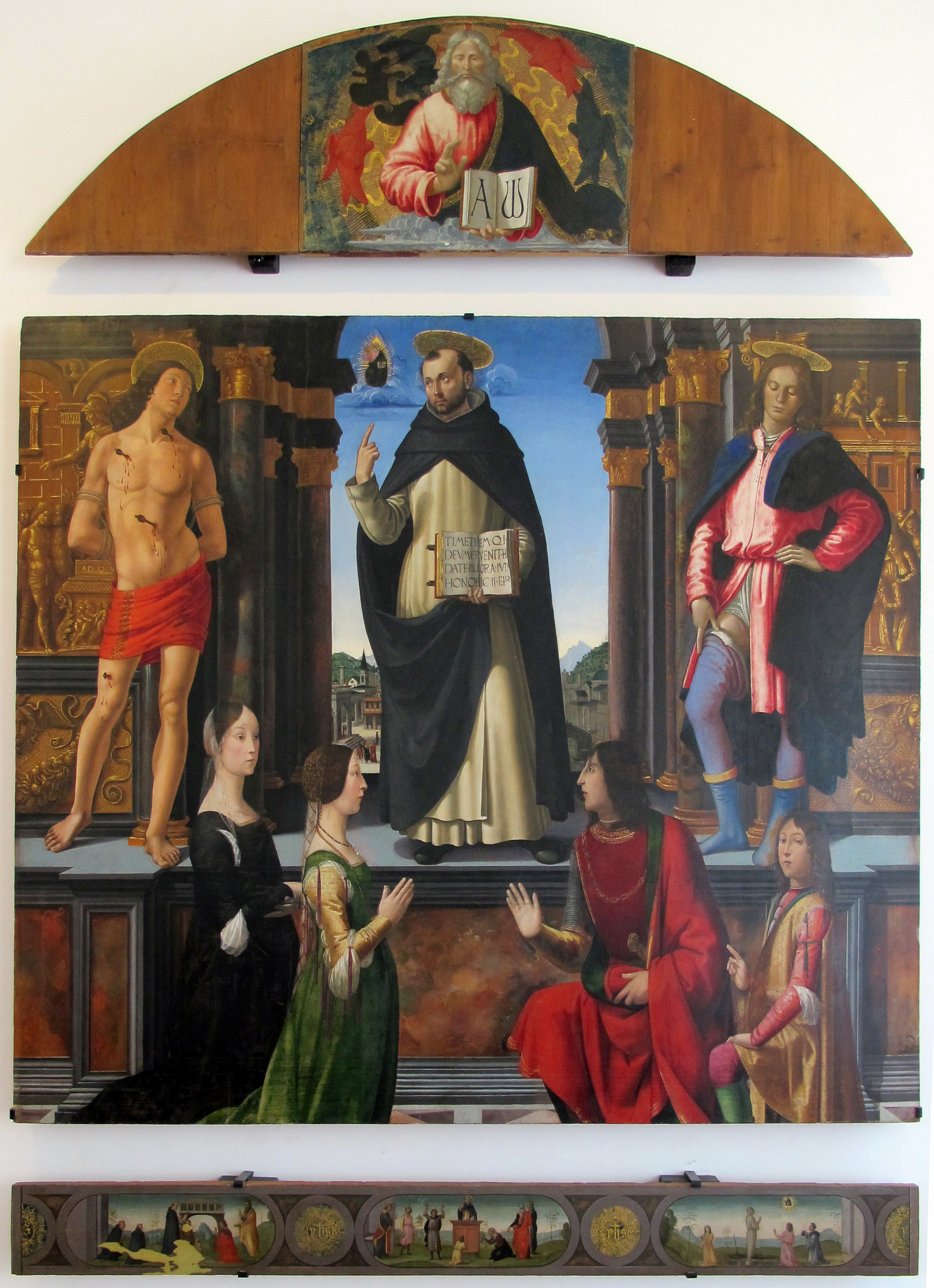
Pala di San Vincenzo Ferrer, di Ghirlandaio